# Gare de Reichlange-Everlange
La gare de Reichlange-Everlange est une gare ferroviaire luxembourgeoise de la ligne de l'Attert, située sur le territoire de la commune d'Useldange, dans le canton de Redange.
C'était une gare voyageurs de la Société nationale des chemins de fer luxembourgeois (CFL), avant sa fermeture en 1969.

## Situation ferroviaire
Établie à 270 mètres d'altitude, la gare de Reichlange-Everlange était située au point kilométrique (PK) 34 de la ligne de l'Attert, entre les gares de Noerdange et d'Useldange.

## Histoire
La gare de Reichlange-Everlange est mise en service par la Société anonyme luxembourgeoise des chemins de fer et minières Prince-Henri, lors de l'ouverture à l'exploitation de la section de Steinfort à Ettelbruck le 20 avril 1880.
Bien que se référant aux localité de Reichlange et d'Everlange, la gare était géographiquement plus proche de Rippweiler. Elle apparaissait sur les cartes topographiques sous le nom de Reichlange-Halte
La gare est fermée le 5 avril 1969, en même temps que le trafic voyageurs sur la ligne de l'Attert, ainsi que l'exploitation même de la quasi-totalité de la ligne.

## Service des voyageurs
Gare fermée depuis le 5 avril 1969. Il ne reste plus aucun vestige de la gare, le site est occupé par un parking le long de la route nationale 12 que la ligne coupait par un passage à niveau.